# 伊丽莎白·阿德科贝
伊丽莎白·阿德科贝酋长（Chief Elizabeth Adekogbe，1919年—1968年），尼日利亚民族主义者、政治家、妇女权利领袖和传统贵族。她是总部设在伊巴丹的尼日利亚妇女运动的领导人。1954年，该运动更名为尼日利亚妇女理事会，1959年与妇女改良联盟合并，形成妇女社会全国理事会，该组织是尼日利亚核心团体及主要的妇女联盟。

## 生平
1919年，伊丽莎白·阿德科贝出生在伊费的一个家庭，她在圣艾格尼丝天主教培训学校和亚巴技术学院学习。毕业后很快就加入了公务员队伍，并在第二次世界大战期间晋升为物价助理调查员。
1952年，尼日利亚妇女运动组织（The Women's Movement）在伊巴丹成立。该组织的目标是推动普选、接纳妇女进入乡土委员会、提名西部议会议员、让更多的女孩进入中学、降低彩礼以及控制叙利亚及黎巴嫩的贸易垄断。该组织有时与行动集团共同活动，然而在这个时期，很少乃至几乎没有政治家和政党在联邦选举中提名女性候选人，尽管当时尼日利亚妇女在助选中发挥了重要作用——妇女团体更多是被用来争取选票。
1953年，在阿贝奥库塔召开了一次妇女会议，尼日利亚所有主要的妇女组织几乎都参加了此次会议。大会的一位领导人冯米拉约·兰索梅·库蒂对尼日利亚和喀麦隆全国委员会颇有好感，于是她将大会命名为尼日利亚妇女协会联合会（Federation of Nigerian Women's Society）。然而大会上两位杰出的女性——伊丽莎白·阿德科贝与冯米拉约·兰索梅·库蒂发生了冲突，最终阿德科格贝失利并退出了大会。之后，她支持与行动集团的妇女联盟结盟。